# Nguyễn Văn Huy
Dans ce nom vietnamien, le nom de famille, Nguyễn, précède le nom personnel.
Nguyễn Văn Huy est un joueur d'échecs vietnamien né le 14 mars 1985 dans la province de Bắc Ninh, deux fois champion du Vietnam et grand maître international depuis 2020.
Au 1er décembre 2023, il est le 11e joueur vietnamien avec un classement Elo de 2 362 points.

## Biographie et carrière
Nguyễn Văn Huy fut champion du Vietnam en 2008 (il finit quatrième de la phase qualificative (6,5/9) et remporte la demi-finale contre Từ Hoàng Thông puis la finale contre Đào Thiên Hải) et 2015 (avec 9 points en 11 parties : 5 victoires et 6 nulles).
Nguyễn Văn Huy a représenté le Vietnam lors des championnats d'Asie par équipe de 2012, remportant la médaille de bronze par équipe.
Il participa à quatre olympiades de 2004 à 2014 : l'équipe vietnamienne finit neuvième de la compétition en 2008 (il jouait au quatrième échiquier) et septième en 2012 (il marqua 6 points sur 9 au troisième échiquier).
Nguyễn Văn Huy représenta le Vietnam lors de quatre championnats d'Asie individuels (de 2009 à 2017), finissant vingt-troisième en 2017.